# 穆尔巴德
穆尔巴德（Murbad），是印度马哈拉施特拉邦塔納縣的一个城镇。总人口15823（2001年）。

## 人口
该地2001年总人口15823人，其中男性8611人，女性7212人；0—6岁人口2422人，其中男1213人，女1209人；识字率73.05%，其中男性为79.61%，女性为65.22%。